# 727
727 (DCCXXVII) je bilo navadno leto, ki se je po julijanskem koledarju začelo na sredo.

## Dogodki
- 1. januar

## Smrti
- I Sin, kitajski astronom, budistični menih (* 683)